# Barbus euboicus
The Petropsaro (Barbus euboicus) là một loài cá vây tia trong họ Cyprinidae.
Nó chỉ được tìm thấy ở Hy Lạp.
Các môi trường sống tự nhiên của chúng là sông and intermittent rivers.
Nó bị đe dọa do mất môi trường sống and almost extinct. This species of fish is known to be very fast and sometimes caught and sold for a large sum of money. As is protected by law however, catching and killing the Petropsaro is a crime (but catch and release is not).